# 塔野地
塔野地（とうのじ）は、愛知県犬山市の地名。

## 地理

### 河川・池沼
- 新池
- 中島池
- 新郷瀬川

### 交通
- 国道41号塔野地インターチェンジ
- 愛知県道49号春日井犬山線
- 愛知県道188号善師野西北野線
- 尾張パークウェイ

### 施設
- 犬山市立城東中学校
- 犬山市立犬山里山学センター
- 城東地区学習等供用施設

## 歴史

### 地名の由来
由来には、弘法大師が唐から持ち帰った榧の実を「唐の地」に似ている当地に植えたことによるという説、寺の名称に由来するという説、当地開発の意富斗能地神に由来するという説の3説があるという。

### 沿革
- 江戸時代 - 尾張国丹羽郡塔之地村として所在[1]。尾張藩小牧代官所支配[1]。
- 1868年（明治元年） - 犬山藩領となる[1]。
- 1889年（明治22年） - 岩田村大字塔野地となる[1]。
- 1906年（明治39年） - 城東村大字塔野地となる[1]。
- 1954年（昭和29年） - 犬山市大字塔野地となる[1]。

### WEB
1. ↑  “読み仮名データの促音・拗音を小書きで表記するもの(zip形式) 愛知県” (zip).   日本郵便 (2024年2月29日). 2024年3月26日閲覧。
2. ↑  “市外局番の一覧” (PDF).   総務省 (2022年3月1日). 2022年3月22日閲覧。
3. ↑  “ナンバープレートについて”.   一般社団法人愛知県自動車会議所. 2024年1月21日閲覧。

### 書籍
1. 1 2 3 4 5 6 7  「角川日本地名大辞典」編纂委員会 1989, p. 878.